# László Pál (építészmérnök)
László Pál (Csíkszentkirály, 1945. március 17. – Csíkszereda, 1991. október 30.) építészmérnök, Csíkszereda első rendszerváltás utáni polgármestere.

## Életút
Középiskolai tanulmányainak első éveit a brassói Áprily Lajos Gimnáziumban végezte, a XI. osztályt pedig az 1963–1964-es tanévben az akkor még Csíkszeredai Középiskolának nevezett, jelenlegi Márton Áron Főgimnáziumban és ugyanitt érettségizett. A Temesvári Műszaki Egyetemen 1969-ben szerzett elektromérnöki oklevelet.
Első munkahelyei a Dicsőszentmártoni Üveggyár és a Csíkszeredai Villamos Művek voltak. Katonai szolgálatát követően a Csíkszeredai Fakitermelő és Fafeldolgozó Vállalatnál, majd a Bútogyárnál látott el különböző vezetői hatásköröket. 1978 és 1990 között a Megyei Építkezési Vállalatnál dolgozott a szerelési munkatelep vezetőjeként, majd a vállalat aligazgatójaként és főmérnökeként. Az 1989-es események után a városi közéletet újraszervező csapat tagjaként, majd a Nemzeti Megmentési Front csíkszeredai Tanácsa a helyi közösség javaslatait figyelembe véve 1990. január 19.-én kinevezte Csíkszereda polgármesterének, és akként tevékenykedett 1991. október 30.-án bekövetkezett – szívroham okozta – hirtelen haláláig.
Az ő nevéhez fűződik az Ezer Székely Leány Napja találkozók újrakezdése. Hét, azóta is működő testvérvárosi kapcsolatot létesített. Új, művelődési intézmények létrehozását szorgalmazta, nevéhez kapcsolódik a csíkszeredai felsőfokú oktatás elindítása a Gödöllői Agrártudományi Egyetem kihelyezett, távoktatási tagozataként.
Az egyetem halála után érdeméremmel tüntette ki „a határon túli magyarság szakmai továbbképzése, az egyetemi fiatalok anyanyelvi oktatása, a mezőgazdasági tudományok fejlesztésének elősegítése és határokon túl élő értelmiségi magyarság identitástudatának megőrzése terén kifejtett elévülhetetlen érdemeiért”.